# 4966 Едолсен
4966 Едолсен (4966 Edolsen) — астероїд головного поясу, відкритий 2 березня 1981 року.
Тіссеранів параметр щодо Юпітера — 3,346.